# 利夫拉加
利夫拉加（義大利語：Livraga），是意大利洛迪省的一个市镇。总面积12平方公里，人口2610人，人口密度217.5人/平方公里（2009年）。ISTAT代码为098030。